# Црква Светог великомученика Георгија у Присјану
Црква Светог великомученика Георгија у Присјану, насељеном месту на територији града Пирота, православни је храм који припада Епархији нишкој Српске православне цркве.
Црква посвећена Светом великомученику Георгију изграђена је на темељима старе и руиниране богомоље 1934. године. Непосредно након Другог светског рата црква је пропала, на шта је утицало делимично и почетак расељавања села, али и однос послератне власти према Православној цркви.
На цркви која је саграђена од чврстог материјала, остали су само зидови са кровом без прозора и врата, тако да је поново реновирана 1997. године. Спољна страна је обложена фасадним циглама, постављени су прозори и врата. Храм је празан, са иконостасом без икона. Црква може да буде у функцији, али на жалост село Присјан има тридесетак, махом старијих становника.